# Åke

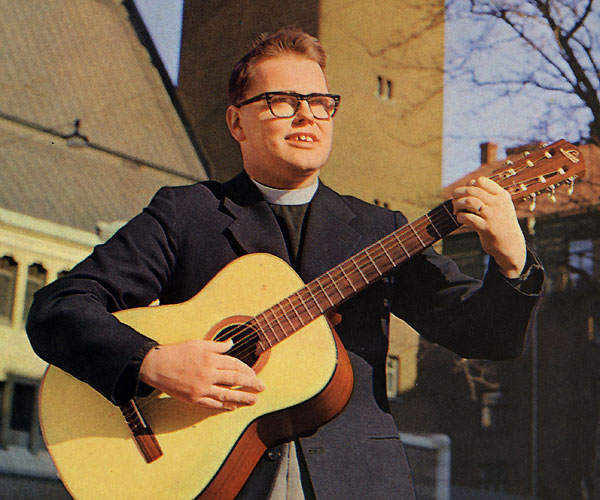
Lars Åke Lundberg, 1966

Åke är ett mansnamn av varierande ursprung. De nordiska varianterna (Aake, Aage, Áki, Oke, Ocke, Ooke, Åke)  anses vara en gammal diminutivform av ett ord som betydde anfader, áki på fornnordiska eller anihho på fornhögtyska. Namnet skulle alltså kunna uttolkas som lillefar eller liknande. De frisiska varianterna (Aage, Age, Hauke, Ocke, Ocko, Oke, Okke, Okko) är smeknamn för namn som börjar på förstavelsen "Ot-", vilket betydde egendom eller rikedom på fornhögtyska. Den japanska varianten (王家, ofta transkriberad som Ōke) gavs till prinsar som hade rätt till tronen i händelse av att den kejserliga ätten skulle dö ut.
Namnet har använts länge i Sverige, speciellt i de södra delarna, och hör till de namn som omnämns på runstenar. Det var ett relativt vanligt namn i Götaland på 1500-talet.
Under det senaste seklet hade det sin populäraste period 1925 - 1945.
31 december 2019 fanns det totalt 78 609 personer i Sverige med namnet, varav 13 910 med det som tilltalsnamn.
År 2014 fick 36 pojkar namnet som tilltalsnamn.
Namnet används vid bokstavering för bokstaven å.
Namnsdag: I Sverige 8 maj (sedan 1901). I den finlandssvenska namnsdagslängden har Åke namnsdag 8 maj sedan starten 1929, då en egen namnsdagskalender togs i bruk för finlandssvenskar.

## Varianter
- Aage/Åge (isländska, norska och danska)

## Personer med namnet Åke (Åge, Aage)
- Aage, Prins av Danmark, Greve av Rosenborg, major i franska främlingslegionen
- Åke Andersson (ishockeyspelare)
- Kjell-Åke Andersson, regissör, manusförfattare, fotograf
- Per Åke Andersson, dirigent
- Åke Arenhill, konstnär
- Karl-Åke Asph, längdskidåkare, OS-guld 1964
- Sten-Åke Axelson, director musices vid Lunds universitet
- Benkt-Åke Benktsson, svensk skådespelare och regissör
- Aage Bohr, dansk fysiker, nobelpristagare
- Åke Bonnier (bokförläggare)
- Åke Bonnier d.y., biskop i Skara stift
- Åke Brolin, sportreporter på tv
- Åke Cato, komiker och manusförfattare
- Sten-Åke Cederhök, svensk skådespelare
- Åke Durkfeldt, långdistansare
- Åke Edwardson, kriminalförfattare
- Åke Eriksson, flera personer
  - Åke Eriksson (friidrottare) (född 1962), svensk långdistanslöpare
  - Åke Eriksson (författare) (1924–1993), svensk skribent och tecknare
  - Åke Eriksson (musiker) (född 1953), svensk trumslagare i Wasa Express
  - Åke Eriksson (militär) (1923–2008), svensk militär
- Åke Falck, svensk regissör, skådespelare, programledare
- Åke Forsmark, svensk serietecknare
- Åke Fransson, längdhoppare
- Åke Fridell, skådespelare
- Åke Grönberg, svensk regissör, skådespelare och sångare
- Bengt-Åke Gustavsson, svensk ishockeyspelare
- Åke Göransson, svensk konstnär
- Åke Hallgren, trestegshoppare
- Åke Hallgren (låtskrivare), musiker och låtskrivare
- Åke Hammarskjöld, diplomat
- Åke Hasselgård, svensk jazzklarinettist
- Åke Hellberg, svensk skådespelare
- Åke Henriksson Tott, svensk fältmarskalk och riksråd
- Sven-Åke Hjälmroth, chef för Säpo
- Åke Hodell, författare, skrev Rännstensungar
- Åke Holmberg, svensk författare som skrev om Ture Sventon
- Åke Holmbäck, professor, rektor för Uppsala universitet, statsråd
- Åke Häger, gymnast, OS-guld 1920
- Åke Janzon, litteratur- och teaterkritiker
- Åke "Bajdoff" Johansson, fotbollsspelare
- Åke Jönsson (tränare), tränare i längdskidåkningslandslaget
- Lars-Åke Lagrell, svensk fotbollsledare och landshövding
- Åke Lindman, finsk regissör och skådespelare
- Lars Åke Lundberg, präst, kompositör, vissångare
- Sven-Åke Lundbäck, längdskidåkare, OS-guld 1972
- Åke Lundeberg (skytt), OS-guld 1912
- Åke Lundgren, författare
- Åge Lundström, generalmajor, tävlingsryttare, OS-guld i lag 1924
- Sven-Åke Lövgren, sprinter
- Åke Malmfors, tonsättare
- Åke Nilsson, spjutkastare
- Kjell-Åke Nilsson, höjdhoppare
- Stig-Åke Nilsson svensk reklamfilmsregissör
- Sven-Åke Nilsson, tävlingscyklist
- Åke Ohlmarks, religionshistoriker, författare, översättare
- Åke Ortmark, journalist, författare
- Åke Persson, jazztrombonist
- Åke Pettersson, politiker (C)
- Knudåge Riisager, dansk tonsättare
- Åke Sagrén, militär, arméchef
- Åke Sandgren, regissör, manusförfattare och filmproducent
- Åke Senning, kirurg, den förste i världen som opererade in en pacemaker
- Åke Seyffarth, svensk skrinnare och cyklist, OS-guld och OS-silver 1948
- Åke Spångert, medeldistansare
- Åke Stenqvist, allroundidrottsman
- Åke Strömmer, sportkommentator
- Åke Svanstedt, travtränare och kusk
- Åke Svenson, medeldistansare
- Åke Söderblom, skådespelare
- Åke Söderqvist, svensk TV-underhållare och krögare
- Åke Thelning, tävlingsryttare, OS-guld i lag 1924
- Åke Wallgren, operasångare
- Bert-Åke Varg, svensk skådespelare
- Åke Wallenquist, astronom
- Åke Wallgren, operasångare
- Åke Wihlney, svensk TV-profil
- Lars-Åke Wilhelmsson, svensk dragshowartist känd som Babsan
- Åke Wilhelmsson, TV-journalist
- Åke Vrethem, VD för ASEA
- Åke Zetterberg, politiker (S) och präst, pastor primarius
- Åke Ödmark, höjdhoppare
- Åke Östblom, svensk motorcykelförare

## Fiktiva figurer med namnet Åke
- Åke Nordin, Bert-serien
- Åke Tråk, namn i melodi skriven av Peter Himmelstrand, framförd av Mona Wessman i Melodifestivalen 1968
- CP-Åke, vanligt förekommande karaktär inom vulgärrockkulturen